# Nigar Camal
Nigar Camal, née le 7 septembre 1980 à Bakou, est une chanteuse azérie, connue également sous le nom de Nigar Jamal ou sous son diminutif Nikki.
Accompagnée d'Eldar Qasımov, elle a remporté le Concours Eurovision de la chanson 2011 pour l'Azerbaïdjan. Leur duo, baptisé Ell & Nikki, a interprété la chanson Running Scared. Ils avaient remporté la sélection nationale azerbaïdjanaise.

## Biographie
Depuis 2005, elle vit à Londres.